# Кетлін (Іллінойс)
Кетлін (англ. Catlin) — селище (англ. village) в США, в окрузі Вермільйон штату Іллінойс. Населення — 1983 особи (2020).

## Географія
Кетлін розташований за координатами 40°4′5″ пн. ш. 87°42′30″ зх. д. / 40.06806° пн. ш. 87.70833° зх. д. (40.067990, -87.708383).  За даними Бюро перепису населення США в 2010 році селище мало площу 2,17 км², з яких 2,16 км² — суходіл та 0,01 км² — водойми.

## Демографія
Згідно з переписом 2010 року, у селищі мешкало 2040 осіб у 841 домогосподарстві у складі 594 родин. Густота населення становила 939 осіб/км².  Було 886 помешкань (408/км²).
Расовий склад населення:
| - 99,0 % — білих - 0,1 % — чорних або афроамериканців |

До двох чи більше рас належало 0,8 %. Частка іспаномовних становила 0,8 % від усіх жителів.
За віковим діапазоном населення розподілялося таким чином: 25,3 % — особи молодші 18 років, 56,8 % — особи у віці 18—64 років, 17,9 % — особи у віці 65 років та старші. Медіана віку мешканця становила 40,1 року. На 100 осіб жіночої статі у селищі припадало 98,1 чоловіків;  на 100 жінок у віці від 18 років та старших — 88,8 чоловіків також старших 18 років.
Середній дохід на одне домашнє господарство  становив 70 584 долари США (медіана — 63 864), а середній дохід на одну сім'ю — 81 790 доларів (медіана — 72 244). Медіана доходів становила 56 313 долари для чоловіків та 41 759 доларів для жінок. За межею бідності перебувало 5,4 % осіб, у тому числі 5,5 % дітей у віці до 18 років та 5,1 % осіб у віці 65 років та старших.
Цивільне працевлаштоване населення становило 946 осіб. Основні галузі зайнятості: освіта, охорона здоров'я та соціальна допомога — 37,4 %, публічна адміністрація — 9,8 %, будівництво — 8,0 %, виробництво — 7,9 %.